# Thomas von Erfurt
Thomas von Erfurt lebte um 1300 in Erfurt und war dort Magister Regens (leitender Lehrer) und Rektor der Schulen St. Severi und St. Jakob. Bekannt wurde er als Grammatiktheoretiker. Über sein Leben ist so gut wie nichts bekannt.

## Die Sprachtheorie des Thomas von Erfurt
Thomas ist vor allem aufgrund seiner Beschäftigung mit Sprachlogik bekannt geworden. Sein Tractatus de modis significandi (vielfach unter dem Alternativ-Titel Grammatica speculativa bekannt), den man bis zum Beginn des 20. Jahrhunderts für ein Werk des Duns Scotus hielt, gilt als Höhepunkt der sog. modistischen Sprachtheorie (Modisten, Modistae), zu deren Vertretern auch Martinus de Dacia, Boetius von Dacien und Radulphus Brito gehörten. Thomas versucht darin, die wechselseitigen Beziehungen von Sprache, Intellekt und außersprachlicher Wirklichkeit zu bestimmen, um die Grammatik auf eine wissenschaftliche Grundlage zu stellen. Thomas von Erfurt schreibt auf Lateinisch und ausschließlich über das Lateinische.
Thomas zufolge ist eine pars orationis, d. h. ein Wort als Bestandteil eines Satzes und Mitglied einer Wortart, nicht bloß ein Lautkörper (vox) mit einer bestimmten Bedeutung (significatio); zu den jeweiligen Bedeutungen treten immer auch bestimmte Mit-Bedeutungen. So gibt es in der Sprache kein Wort, das sich unmittelbar auf das "Weiße" schlechthin bezieht. Vielmehr können wir es entweder als selbständiges Seiendes bezeichnen und benutzen dann ein Substantiv (die Weiße); oder wir können es als ein Seiendes, das einem anderen inhäriert, bezeichnen und dann das Adjektiv weiß benutzen. Diese Konnotationen werden mit dem Begriff modi significandi („Bezeichnungsweisen“) bezeichnet. Die Bedeutungen aller grammatischen Kategorien und Funktionen sind solche modi significandi; und auf ihnen ist die gesamte Grammatik aufgebaut. Grammatische Kategorien werden also, nach modernem Verständnis, kognitiv begründet; strukturelle Definitionen grammatischer Kategorien verwirft Thomas ausdrücklich.
Die modi significandi eines Wortes sind gleichsam die Repräsentanten bestimmter modi essendi („Seinsweisen“) im Bereich der außersprachlichen Wirklichkeit, die der Sprache aber erst durch den Intellekt, genauer gesagt: durch wiederum entsprechende modi intelligendi („Wahrnehmungsweisen“), vermittelt werden.
Im Universalienstreit nimmt Thomas damit gewissermaßen die Position eines gemäßigten Realismus ein: Zwar wird Sprache grundsätzlich als Abbild der außersprachlichen Realität aufgefasst, einer Realität, die deshalb auch die Universalien einschließt (sonst könnte eine Sprache nicht über abstrakte Begriffe verfügen). Zugleich aber wird auch die Rolle des menschlichen Intellekts berücksichtigt, der den Dingen erst ihre Bezeichnungen verleiht.

## Wirkung
Die von Charles S. Peirce (der die Grammatica Speculativa Duns Scotus zuschreibt) begründete Richtung der Semiotik schließt an Thomas von Erfurt an. Peirce nennt seinen Entwurf der Semiotik, der den ersten Teil der Logik bildet, dann auch Speculative Grammar.

## Werke
- De modis significandi, in: Joannis Duns Scoti Opera omnia 1, hg. von Lucas Wadding. Paris 1891.
- Abhandlung über die bedeutsamen Verhaltensweisen der Sprache (Tractatus de Modis significandi) (= Bochumer Studien zur Philosophie. Band 27). Übersetzt und eingeleitet von Stephan Grotz. Grüner, Amsterdam/Philadelphia 1988, ISBN 90-6032-354-8.
- Grammatica Speculativa, herausgegeben und übersetzt von G.L. Bursill-Hall, The Classics of Linguistics 1, London 1972.